# Entomofàgia
|  | Aquest article tracta sobre la pràctica d'alimentar-se d'insectes per part de persones. Si cerqueu la conducta alimentària d'éssers vius que s'alimenten d'insectes, vegeu «insectivorisme». |

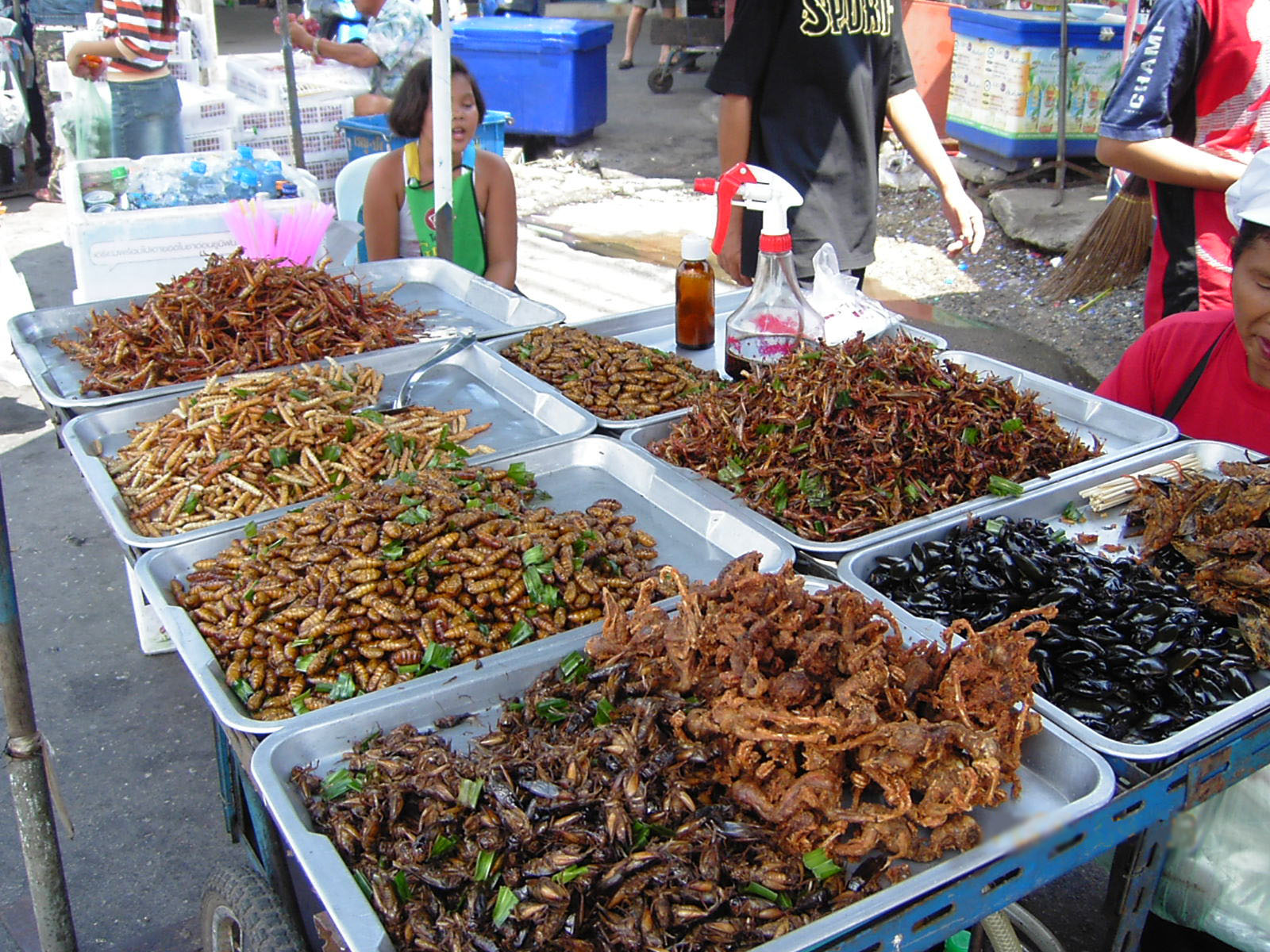
Parades de venda d'insectes als mercats de Bangkok, Tailàndia

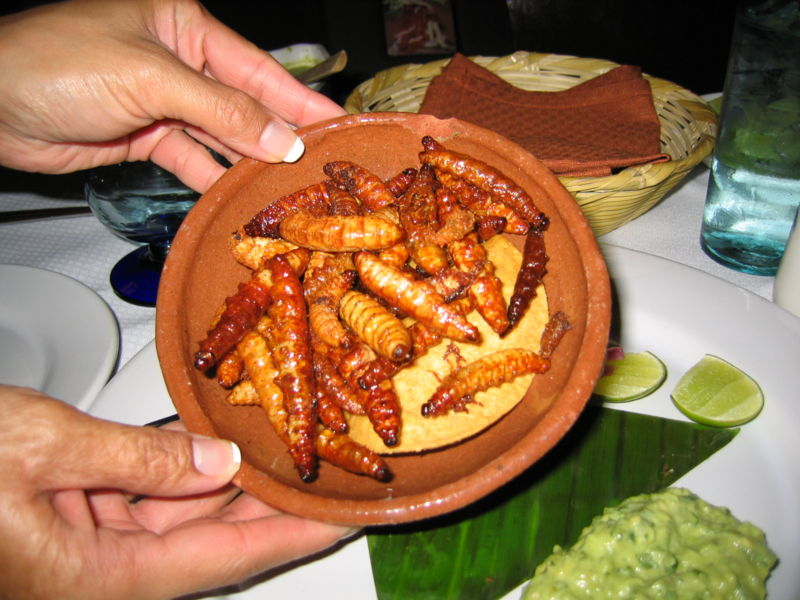
Hypopta agavis en un restaurant a Polanco, ciutat de Mèxic

L'entomofàgia és la ingestió d'insectes i aràcnids, o artròpodes en general, com a aliment pels humans i els animals. Es tracta d'un costum alimentari molt estès en algunes cultures de la terra: Amèrica Central i del Sud, Àfrica, Àsia i Austràlia. En canvi, en altres cultures és poc habitual o fins i tot considerat tabú. L'entomofàgia és l'objecte d'estudi de l'etnoentomologia.
A Corea del Sud hi ha un hospital on serveixen des de març de 2016 un púding fet a partir d'insectes comestibles.
Una investigació demostrà que determinats insectes són més nutritius quant a l'absorció del calci, coure i zinc que la carn de bou.